# Massimo Antonelli (giocatore di curling)
Massimo Antonelli (Cortina d'Ampezzo, 8 febbraio 1968) è un giocatore di curling e dirigente sportivo italiano.

## Carriera agonistica

### Nazionale
Il suo esordio con la nazionale italiana misti di curling fu il campionato europeo misto 2005 disputato ad Andorra: in quell'occasione l'Italia si piazzò al settimo posto.
Con la nazionale misti ha partecipato a quattro Europei di categoria.
In totale Antonelli vanta 6 presenze in azzurro.
Il suo miglior risultato è il sesto posto ottenuto agli Europei misti del 2011 di Copenaghen (Danimarca).

### Campionati italiani
Massimo ha preso parte ai campionati italiani di curling con il Curling Club 66 Cortina ed è stato tre volte campione d'Italia:
- Italiani assoluti:
- Italiani misti:

## Incarichi sociali e sportivi
Presidente del Curling Club 66 Cortina e vicepresidente dell'Associazione Curling Cortina (ACC), Fondazione che riunisce e rappresenta i sei club di Cortina d'Ampezzo.
Antonelli è stato anche Presidente del Comitato Organizzatore dei Campionati mondiali di curling 2010 e dei Campionati Mondiali Doppio Misto di Curling 2009 che si sono svolti a Cortina d'Ampezzo nell'aprile 2009 e nel marzo 2010.

## Altro
Antonelli è avvocato a Cortina d'Ampezzo.